# Communauté de communes du Plateau du Russey
La communauté de communes du Plateau du Russey est une communauté de communes française située dans le département du Doubs, en Franche-Comté, dans la région administrative Bourgogne-Franche-Comté.

## Historique
Elle est créée le 27 décembre 2001.

## Territoire communautaire

### Composition
La communauté de communes est composée des 17 communes suivantes :

| Nom                     | Code Insee | Gentilé      | Superficie (km2) | Population (dernière pop. légale) | Densité (hab./km2) |
| ----------------------- | ---------- | ------------ | ---------------- | --------------------------------- | ------------------ |
| Le Russey (siège)       | 25512      | Russéens     | 24,17            | 2 546 (2022)                      | 105                |
| Le Barboux              | 25042      |              | 11,26            | 238 (2022)                        | 21                 |
| Le Bizot                | 25062      | Gayots       | 7,85             | 304 (2022)                        | 39                 |
| Bonnétage               | 25074      |              | 17,71            | 1 001 (2022)                      | 57                 |
| La Bosse                | 25077      | Bosséens     | 5,13             | 86 (2022)                         | 17                 |
| La Chenalotte           | 25148      | Sauterelles  | 4,88             | 532 (2022)                        | 109                |
| Les Fontenelles         | 25248      | Fontenellois | 8,38             | 538 (2022)                        | 64                 |
| Grand'Combe-des-Bois    | 25286      |              | 11,87            | 122 (2022)                        | 10                 |
| Laval-le-Prieuré        | 25329      |              | 5,29             | 33 (2022)                         | 6,2                |
| Le Luhier               | 25351      | Luhierois    | 5,21             | 243 (2022)                        | 47                 |
| Le Mémont               | 25373      |              | 3,16             | 45 (2022)                         | 14                 |
| Mont-de-Laval           | 25391      |              | 8,44             | 190 (2022)                        | 23                 |
| Montbéliardot           | 25389      |              | 3,8              | 113 (2022)                        | 30                 |
| Narbief                 | 25421      |              | 3,47             | 99 (2022)                         | 29                 |
| Noël-Cerneux            | 25425      | Grélots      | 6,36             | 455 (2022)                        | 72                 |
| Plaimbois-du-Miroir     | 25456      | Plaimbois    | 11,71            | 280 (2022)                        | 24                 |
| Saint-Julien-lès-Russey | 25522      |              | 10,01            | 182 (2022)                        | 18                 |

### Démographie
| 1968  | 1975  | 1982  | 1990  | 1999  | 2008  | 2013  | 2019  |
| ----- | ----- | ----- | ----- | ----- | ----- | ----- | ----- |
| 4 261 | 4 229 | 4 297 | 4 497 | 4 904 | 5 681 | 6 249 | 6 753 |

## Administration

### Siège
Le siège de la communauté de communes est situé à la mairie du Russey.

### Conseil communautaire
Le conseil communautaire de la communauté de communes se compose de 35 conseillers, représentant chacune des communes membres et élus pour une durée de six ans.
Ils sont répartis comme suit :
| Nombre de conseillers | Communes                                                                                |
| --------------------- | --------------------------------------------------------------------------------------- |
| 10                    | Le Russey                                                                               |
| 4                     | Bonnétage                                                                               |
| 2                     | Le Barboux, Le Bizot, La Chenalotte, Les Fontenelles, Noël-Cerneux, Plaimbois-du-Miroir |
| 1 (+1 suppléant)      | les neuf autres communes                                                                |

### Présidence
| Période | Période  | Identité      | Étiquette | Qualité                             |
| ------- | -------- | ------------- | --------- | ----------------------------------- |
| 2008    | 2014     | Denis Leroux  | UMP       |                                     |
| 2014    | en cours | Gilles Robert | PS        | Adjoint au Maire du Bizot (2020 → ) |

### Régime fiscal et budget
Le régime fiscal de la communauté d'agglomération est la fiscalité professionnelle unique (FPU).